# Ladenburg-Umlagerung
Die Ladenburg-Umlagerung ist eine Namensreaktion der organischen Chemie und ermöglicht die Herstellung von alkyl- oder benzylsubstituierten Pyridinen aus Pyridiniumsalzen. Die Reaktion ist nach den deutschen Chemiker  Albert Ladenburg (1842–1911) benannt. 
Dabei wird ein Alkylpiridiniumsalz 1 thermisch umgelagert, wodurch ein Gemisch von 2-Alkylpyridin 2a und 4-Alkylpyridin 2b entsteht:
Analog lagert sich das Benzylpiridiniumsalz 3 thermisch um, es entsteht ein Gemisch von 2-Benzylpyridin 4a und 4-Benzylpyridin 4b: